# 岡山県生涯学習センター
岡山県生涯学習センター（おかやまけんしょうがいがくしゅうセンター）は、岡山県岡山市北区にある複合公共施設。岡山県民の生涯にわたる学習活動の振興を図る。
敷地内には交流棟、情報・創作棟、講義棟、体育館、太陽の丘公園、人と科学の未来館サイピアがある。施設は敷地を共有する岡山県立烏城高等学校と共同利用されているものもある。

## 経営方針
岡山県教育振興基本計画を踏まえながら市町村や関係機関と連携しつつ、岡山県民の生涯にわたる学習活動を振興する。そのため、学習指導者などの地域人材の育成や調査研究活動および情報発信といった機能の強化、持続可能な地域づくり、県民三世代が学習できる環境を整えることが重視されている。

## 施設
交流棟
延べ面積1562平方メートル。三世代の交流の場。学習相談コーナーや図書室、展示室などの設備がある。
情報・創作棟
延べ面積3114平方メートル。視聴覚室や研修室、木工室、書道室、美術室、陶芸室、ミーティングルームなどの設備がある。
講義棟
延べ面積4935平方メートル。センターの職員や岡山県立烏城高等学校の教員用の部屋、および烏城高等学校の教室があり、一般の利用者は利用できない。
体育館・ホール
延べ面積2816平方メートル。烏城高等学校の施設であるが、講義棟とは異なり一般の利用者も利用できる。
太陽の丘公園
遊具や古城などの設備がある公園。開園時間は午前9時から午後5時までで、入園無料。1968年（昭和43年）の公園開設当初から入口付近に恐竜形の滑り台があり公園のシンボルになっていたが、2023年の遊具の一斉点検で安全面に問題があることがわかった。そのため2024年（令和6年）9月3日からリニューアル工事に入り、新たに大型滑り台やアスレチック遊具を設置して宇宙をテーマにした「ギャラクシーランド」として再整備し、恐竜形滑り台はモニュメントとして残すこととなった（工事は2025年3月下旬までの予定）。
人と科学の未来館サイピア
施設の老朽化や耐震性能不足などの問題を抱え2011年3月末に閉鎖された岡山県立児童会館を、存続の要望を受け、生涯学習センターの施設として2013年4月にリニューアルした施設。施設名称とマスコットキャラクターは公募し、345作品のうち「人と科学の未来館」と「サイピア」の2作品が合わせて施設名称とされ、92作品のうちサイエンスドーム（プラネタリウム）をデザインされたサイピィがマスコットとされた。なお「サイピア」はサイエンス(science)とユートピア(utopia)とピア(peer)からなる造語である。
大規模工事を経て一新されたサイエンスドームでは全天周映像番組が放映されるほか、平日は学校教育活動の場として、休日はサイエンスショーや科学教室の舞台として使用される科学体験・学習広場が設けられている。企画展示室では岡山理科大学や岡山県立岡山工業高等学校などの他団体と共同で企画展が開催される。プラネタリウム以外の入館料は無料。
延べ面積1383平方メートル。自動扉や点字ブロック、エレベーター、多目的トイレが設置されユニバーサルデザインを含む機能性が向上したほか、リモコン式LED照明や空冷ヒートポンプパッケージ方式の空調などによるエネルギー節約にも意識が向けられている。なお、木製ルーバーをアルミ製に変える、コンクリート表面保護剤を塗布するなどの補強も行われたが、外見は旧児童館のままを維持している。
サイピアの友の会が設立されており、プラネタリウムの無料化や池田動物園の割引、プレゼントやイベント情報の告知といった特典が得られる。

## 沿革
- 1992年3月 - 岡山県生涯学習推進会議にて生涯学習推進センターの整備が求められる。
- 1993年3月 - 「生涯学習推進センター（仮称）整備基本構想」策定。
- 1994年３月 - 「岡山県立短期大学跡地整備基本計画」策定
- 1994年12月 - 「岡山県立烏城高等学校・生涯学習推進センター（仮称）基本設計」完了
- 1995年３月 - 「岡山県立烏城高等学校・生涯学習推進センター（仮称）実施設計」完了
- 1995年11月 - 建設工事着工。
- 1996年12月 - 竣工。
- 2008年11月 - 池田動物園と県立児童会館と共同で第1回京山祭を開催。
- 2011年3月 - 県立児童会館が閉館。
- 2012年10月 - 県立児童会館のリニューアル施設の名称を「人と科学の未来館サイピア」に決定。
- 2013年3月 - 人と科学の未来館サイピア竣工。
- 2013年4月 - 人と科学の未来館サイピア開館。
- 2019年2月 - 2018年7月から実施されていた情報・創作棟の耐震補強工事が完了。

## アクセス
- JR岡山駅西口から徒歩25分
- 岡電バスJR岡山駅西口から中央病院線京山入口下車、徒歩8分
- JR岡山駅西口から車で約5分、岡山インターチェンジから約10分